# Константинос Халкијас
Константинос „Костас” Халкијас (грч. Κωνσταντίνος "Κώστας" Χαλκιάς, Лариса, 30. мај 1974) je бивши грчки фудбалски голман.
Био је члан репрезентације Грчке која је освојила Европско првенство 2004. године.

## Трофеји
Панатинаикос
- Првенство Грчке: 2004.
- Куп Грчке: 2004.

Грчка
- Европско првенство: 2004.